# Solange Fernet-Gervais
Pour les articles homonymes, voir Fernet et Gervais.
 (août 2025).
Motif : Insuffisamment de sources secondaires démontrant le notoriété requise pour un article Cf WP:CAA et WP:NPER
- Archive Wikiwix
- Bing
- Cairn
- DuckDuckGo
- E. Universalis
- Gallica
- Google
- G. Books
- G. News
- G. Scholar
- Persée
- Qwant
- (zh) Baidu
- (ru) Yandex
- (wd) trouver des œuvres sur Wikidata

| 1. | Préciser le motif de la pose du bandeau. | Précisez le motif de la pose du bandeau en utilisant la syntaxe suivante : {{admissibilité à vérifier\|date=août 2025\|motif=remplacez ce texte par le motif}}                              |
| 2. | Informer les utilisateurs concernés.     | Pensez à avertir le créateur de l'article, par exemple, en insérant le code ci-dessous sur sa page de discussion : {{subst:avertissement admissibilité à vérifier\|Solange Fernet-Gervais}} |

Solange Fernet-Gervais est une femme d'affaires québécoise née à Berthierville le 20 juillet 1930 et morte le 8 juillet 2016.
Elle est la cofondatrice et copropriétaire de la Ferme Denijoy Inc., située à Hérouxville. 
Elle a été la première femme membre du conseil d'administration au journal Le Devoir.

## Hommages
Un parc est nommé en son honneur à Hérouxville.

## Distinctions
- 1985 - Membre de l'Ordre du Canada
- 1991 - Prix Affaires Personne du Gouverneur général
- 1993 - Chevalier de l'Ordre national du Québec